# Paolo Guerrero
José Paolo Guerrero Gonzales, född den 1 januari 1984 i Lima, Peru, är en fotbollsspelare (anfallare) som sedan 2018 spelar i Campeonato Brasileiro-klubben Internacional. Han har tidigare spelat för FC Bayern München, Hamburger SV, Corinthians och Flamengo.